# Guerra de la Última Alianza
En el universo imaginario de J. R. R. Tolkien, la Guerra de la Última Alianza es el nombre que se dio a la guerra que se desencadenó entre una gran alianza de hombres y elfos y las fuerzas de Sauron, en las fases finales de la Segunda Edad del Sol de la Tierra Media. Tal alianza se creó con el propósito de destruir a Sauron, el Señor Oscuro, y liberar a la Tierra Media de la sombra que este estaba extendiendo por ella.

## Antecedentes
Los antecedentes hay que buscarlos a lo Largo de la Segunda Edad y en especial tras la derrota que Sauron sufriera en el año 1700 S. E. a manos de los Elfos y los Númenóreanos en Eriador. Después de esta, el Señor Oscuro huyó hacia el Este y durante muchos siglos reflexionó sobre su derrota, pensando en la venganza contra Númenor y en cómo reunir un gran ejército para volver a dominar el oeste de la Tierra Media. En parte consiguió su objetivo cuando logró, no por fuerza de las armas sino por astucia y malicia, la Destrucción de la Isla de Númenor. Primero, con la división de los Númenoreanos en Fieles y Hombres del Rey; y luego  con el desgraciado episodio de la Gran Armada de Ar-Phârazon en el año  3319 S. E.
Tras esto, Sauron volvió a Barad-dûr y reunió sus fuerzas para atacar y tomar Minas Ithil en el año 3429 S. E., en donde destruyó el Árbol Blanco y obligó a Isildur a huir al norte, por el Anduin, hasta Arnor en donde se encontraba su padre. Mientras tanto Anárion se quedó resistiendo en Osgiliath y en Minas Anor. Ese fue el comienzo de esta Guerra que habría de durar 11 años.

## Beligerantes
En la Guerra de la Última Alianza se dieron cita en Mordor los imponentes ejércitos de los Elfos y los Hombres. Por el lado de los elfos la gran mayoría eran de la rama de los Noldor, pero había también Sindar y mayormente Elfos Silvanos de Lothlórien y del Bosque Negro, quienes fueron conducidos por los príncipes Sindarin que habían viajado al Este tras el hundimiento de Beleriand. Fueron conducidos por Elrond, señor de Rivendel; Gil-Galad, Alto Rey de los Noldor; Círdan el Carpintero de Barcos; Oropher, Señor del Bosque Negro y Amdír de Lórien.  
En cuanto a los hombres, en su mayoría eran descendientes del linaje de Númenor, es decir los Dúnedain que se habían salvado del desastre de la Isla y que habían constituido dos grandes reinos, poblados principalmente por númenóreanos que descendían de los hombres de Númenor que se habían asentado en Tierra Media como colonizadores (Númenor había colonizado gran parte de la Tierra Media, al principio como señores de gran sabiduría, pero más tarde como reyes despóticos y guerreros. Gran parte de los Fieles, por ejemplo, habían huido a la Tierra Media cuando se ordenó perseguirlos). Había dos reinos, uno en el Sur: Gondor y otro en el Norte: Arnor. El bando de los hombres lo encabezaban Elendil y sus hijos Isildur y Anárion, junto con guerreros gondorianos y arnorianos, en los que abundaba la sangre de Númenor. Además fueron acompañados por Hombres del Norte, principalmente de los Valles del Anduin, que se unieron a Elendil cuando Este cruzó las Montañas Nubladas.
En esta Alianza participaron también los Enanos de Khazad-dûm, bajo el mando de Durin IV, quienes se enrolaron bajo la divisa de Gil-Galad. Pero también hubo Enanos de las casas más orientales que participaron en las huestes de Sauron, quizás atraídos por el poder del Anillo Único.
Por parte del bando de la oscuridad se encontraba el multitudinario ejército orco de Sauron, así como los Hombres del Este, que habían caído bajo la sombra cuando Sauron habitó esas regiones tras su expulsión de Eriador; y los Sureños del Cercano Harad, que estaban organizados en un poderoso reino y comandados por los reyes Herumor y Fuinur. Parece probable que también los Númenóreanos Negros lucharán junto con Sauron. Además, tras el Hundimiento de Númenor, los Hombres del Rey dominaban el poderoso Puerto de Umbar.

## La Última Alianza
Mientras Anárion resistía en el sur y, al parecer, había logrado mantener a Sauron dentro de Mordor, Isildur pasó por el Sur de Gondor para convocar a los Reyes de la región ante la Piedra de Erech y conformar un ejército que lo ayudara en la lucha contra el Señor Oscuro. Luego volvió al Norte a unirse a su padre.
En el año 3430 S. E. se reunieron en concilio Gil-Galad y Elendil, junto con otros grandes señores elfos, y decidieron conformar una alianza que los llevara hacia el Este para eliminar definitivamente el peligro de Sauron en la Tierra Media.

### La gran marcha
Después del concilio, los Hombres y los Elfos reunieron sus ejércitos. Gil-Galad marchó junto a Círdan desde Lindon y se encontraron con Elendil y Elrond en Amon Sûl, que en ese entonces era una de las principales fortalezas de los Dúnedain. Ambos ejércitos se dirigieron entonces a Rivendel, donde se acantonaron por tres años, para así pertrecharse mejor y a la espera de que los aliados del otro lado de las Montañas Nubladas se organizaran y armaran sus fuerzas.

Se dice que el ejército allí reunido era más gallardo y más espléndido en armas que ningún otro visto desde entonces en la Tierra Media, y el más numeroso desde que el ejército de los Valar avanzara sobre Thangorodrim.
— Tolkien, 1984, «De los Anillos de Poder y la Tercera Edad».

En el año 3434 de la Segunda Edad del Sol, las huestes de la Última Alianza cruzan las Hitaeglir por los pasos cercanos a Rivendel, principalmente por el Paso Alto. Ya en los Valles del Anduin se les unen las fuerzas de Durin, provenientes de Azanulbizar, y ambos ejércitos toman el Men-I-Naugrim cruzando por el vado, el río Anduin y todo el Bosque Negro.
Oropher y Amdír, con las fuerzas provenientes del Bosque Negro y de Lothlórien, se unen a ellos, pero evitan juntarse con el ejército mayor, porque «no estaban dispuestos a someterse al mando supremo de Gil-Galad», y cruzan el río Grande, desconociéndose por donde, aunque es probable que lo hicieran a la altura de los codos.

## La guerra
De esta guerra se cuenta que «todas las criaturas vivientes se dividieron ese día... algunas de la misma especie, aún bestias y aves, estaban en uno y en otro bando; excepto los elfos. Sólo ellos no estaban divididos y seguían a Gil-Galad».

### Batalla en Dagorlad
Con las fuerzas de la Alianza en Rhovanion y dirigiéndose hacia el sur (a Mordor), Sauron retrocede hasta Dagorlad, no sin arrasar todas las tierras entre el sur del Bosque Negro y el Anduin, especialmente las Tierras Pardas, donde poblaban las Ent-mujeres y vivían muchos Hombres del Norte.
Finalmente, ambos ejércitos chocan en el Llano de la Batalla. Los primeros en entrar en combate fueron los elfos silvanos; pero como estos, si bien eran muy numerosos, estaban muy mal equipados, fueron rechazados y empujados hacia las Ciénagas de los Muertos. Allí cayó Amdír.
Gil-Galad y Elendil, por su parte, enfrentaron al grueso del ejército de Sauron, derrotándolo y empujándolo hacia Mordor. Muchos hombres de la sombra, orcos y trolls fueron muertos en aquella batalla, tanto en el llano, como en las grandes ciénagas.

### Sitio de Barad-dûr
Fueron también los elfos silvanos de Oropher quienes primero arremetieron contra Mordor. El rey de los elfos silvanos avanzó «a la cabeza de sus más bravos guerreros, antes de que Gil-Galad alcanzara a dar la señal de ataque». Allí cayó Oropher, pero su hijo, Thranduil, sobrevivió y tomó el mando de las fuerzas silvanas sobrevivientes. A continuación, el ejército mayor entró a Udûn, encontrando el camino casi despejado gracias a la valerosa acción de los Silvanos, y terminó por empujar a Sauron hasta dentro de su fortaleza, estableciéndose el Sitio de Barad-dûr, que habría de durar siete años. Sauron tenía una enorme fuerza de orcos y hombres orientales atrincherados en su fortaleza, mientras eran rodeados por tropas de Gondor, Arnor, Lindon, Rivendel y Moria. Este asedio se considera la mayor batalla de la Segunda Edad.
El sitio abarcaba toda la planicie que rodeaba la fortaleza del Señor Oscuro, incluidas las laderas del Orodruin, donde Sauron había forjado el Anillo Único y donde había conexión con Barad-dûr a través de un puente de hierro, por el que Sauron podría huir. Los ejércitos de los Pueblos Libres se asentaron en todos los flancos, e incluso se les unió Anárion con un gran ejército con refuerzos proveniente de Gondor.
Muchas veces atacaron, pero en todas fueron rechazados, puesto que Barad-dûr era inexpugnable. Estaba construida con dura roca y protegida por el poder del Anillo, y era la mayor construcción habida en  la Tierra Media desde Angband, a la que se podía comparar. Pero Sauron tampoco se habría de quedar quieto, pues muchas veces salió del sitio y atacó a las fuerzas de Elendil y Gil-Galad. Otras veces, desde la misma fortaleza, hostigó con todo tipo de proyectiles y sortilegios a los ejércitos enemigos, causando grandes pérdidas. En una de esas acciones murió Anárion, en el año 3440 de la Segunda Edad, en la planicie de Gorgoroth.
En uno de esos ataques, Sauron mismo salió de la fortaleza y atacó a Gil-Galad en las laderas del Monte del Destino. Poco pudo hacer el elfo ante la gran embestida del Señor Oscuro, y cayó muerto. Elendil, que estaba junto a él, respondió al ataque y también fue muerto, y «la espada se le quebró bajo el cuerpo. Pero Sauron también fue derribado, y con la empuñadura desprendida de Narsil, Isildur cortó el Anillo de la mano de Sauron, y lo tomó».
Cuando Sauron perdió el Anillo, su cuerpo quedó sin forma, y su espíritu maia huyó hacia el este, refugiándose en su ignota fortaleza. Su ejército terminó derrotado y los supervivientes dispersados, quienes volvieron probablemente a sus lugares de origen. Barad-dûr fue demolida, pero quedaron los cimientos, pues estos habían sido creados con el poder del Anillo, y no caerían hasta que este fuese destruido.
Los vencedores instalaron a la entrada de Udûn dos poderosas torres para vigilar Mordor, las llamadas Torres de los Dientes. Así también construyeron al sudoeste y sobre las Ephel Dúath la torre de Cirith Ungol. La intención de los hombres del Oeste, y en especial de Gondor, era evitar el retorno de Sauron y su establecimiento en ese territorio. La vigilancia fue constante, y se mantuvo eficaz por más de 10 siglos.

## Conclusión
Con el final de la guerra se inició la Tercera Edad del Sol, pero también la decadencia de los elfos y su marcha hacia Occidente, especialmente de los Noldor, que habían quedado muy disminuidos en número por esta guerra. La Tercera Edad fue también una edad de creciente poder de los Hombres.
El Anillo Único no fue destruido porque Isildur no lo arrojó al fuego en los Sammath Naur como había sido aconsejado por Círdan y Elrond; porque dijo que lo conservaría como prenda de la victoria y como «indemnización por la muerte de mi padre y por la de mi hermano»; llevándoselo como herencia de su casa. El dúnadan fue a Minas Anor, plantó un vástago del Árbol Blanco y marchó al norte. En el viaje fue muerto por los orcos en Los Campos Gladios y el Único se perdió en el Anduin.
Como el Anillo, que había contribuido a crear el poder de Sauron, no fue destruido, este, mil años después volvió y durante veinte siglos reconstruyó ese poder y amenazó, una vez más, la integridad de la Tierra Media. Pero eso es parte de otra historia:

Así empezó la Tercera Edad del Mundo, después de los Días Antiguos y los Años Oscuros; y había todavía esperanza en aquel tiempo y el recuerdo de la alegría, y el Árbol Blanco de los eldar floreció muchos años en los patios de los reyes de los hombres.
— Tolkien, 1984, «De los Anillos de Poder y la Tercera Edad».

## Adaptación en la trilogía cinematográfica
Esta guerra es reflejada en la película El Señor de los Anillos: la Comunidad del Anillo, si bien no es parte del argumento principal, sino un flashback. Se puede ver cómo, después de una cruenta batalla, cuando la victoria asomaba ya por el horizonte para los Pueblos Libres, el Señor Oscuro, armado con una gran maza y una gigantesca armadura negra, aparece en el campo de batalla. Elendil intenta enfrentarse a Sauron, pero muere aplastado por un mazazo que este le asesta.
Después de esto, su hijo Isildur intenta enfrentar a Sauron tomando la espada de su padre, pero Sauron parte la hoja aplastándola con el pie. Isildur toma entonces la empuñadura y, con los restos de Narsil, le corta a Sauron el dedo en el que este lleva el Anillo Único, con lo que el Señor Oscuro quedó parcialmente destruido.
Isildur sucumbió a la tentación y se quedó el Anillo Único para él, alegando que se lo quedaría como prueba de la victoria final y en pago por la muerte de su padre y su hermano durante la guerra.
Gil-Galad aparece muy de pasada, apenas un instante, y se da a entender que es Elrond quien comanda las huestes de los Elfos.
Tampoco hay mención alguna a los enanos en ninguno de los dos bandos, así como tampoco a los Rhûn ni a los haradrim, ni a los numenóreanos negros.